# Dobro Polje (Kalinovik)
Pour les articles homonymes, voir Dobro Polje.
Dobro Polje (en serbe cyrillique : Добро Поље) est un village de Bosnie-Herzégovine. Il est situé dans la municipalité de Kalinovik et dans la république serbe de Bosnie. Selon les premiers résultats du recensement bosnien de 2013, il compte 23 habitants.

## Démographie

### Évolution historique de la population dans la localité
| 1948 | 1953 | 1961 | 1971 | 1981 | 1991 | 2013 |
| ---- | ---- | ---- | ---- | ---- | ---- | ---- |
| -    | -    | 146  | 116  | 90   | 57,  | 23   |

|  |

### Communauté locale
En 1991, la communauté locale de Dobro Polje comptait 137 habitants, répartis de la manière suivante :